# Cressac-Saint-Genis
Cressac-Saint-Genis is een plaats en voormalige gemeente in het Franse departement Charente in de regio Nouvelle-Aquitaine en telt 125 inwoners (1999). De plaats maakt deel uit van het arrondissement Cognac.

## Geschiedenis
Blanzac-Porcheresse maakte deel uit van het kanton Blanzac-Porcheresse tot dit op 22 maart 2015 werd opgeheven en de gemeenten werden opgenomen in het op die dag gevormde kanton Charente-Sud. Op 1 januari 2017 fuseerde de gemeente met Blanzac-Porcheresse tot de commune nouvelle Coteaux du Blanzacais, die eind 2018 de naam veranderde in Coteaux-du-Blanzacais. Op 1 januari 2019 werd ook Saint-Léger opgenomen in de gemeente. De voormalige gemeenten kregen de status van commune déléguée maar per gemeentelijk besluit werd deze status per 1 juni 2020 opgeheven.

## Geografie
De oppervlakte van Cressac-Saint-Genis bedraagt 8,5 km², de bevolkingsdichtheid is 14,7 inwoners per km².
De onderstaande kaart toont de ligging van Cressac-Saint-Genis met de belangrijkste infrastructuur en aangrenzende gemeenten.

## Demografie
Onderstaande figuur toont het verloop van het inwonertal.